# Rikarudo Higa
Pour les articles homonymes, voir Higa.
Rikarudo Higa (比嘉 リカルド, Higa Rikarudo) est un footballeur japonais né le 4 mai 1973. Il est milieu de terrain.

## Équipe nationale
- Équipe du Japon de futsal
  - Participation à la Coupe du monde de futsal : 2004[2], 2008[3]

- Équipe du Japon de beach soccer
  - Participation à la Coupe du monde de beach soccer : 2009[4]